# Mojácar
Mojácar es una ciudad y municipio español situado en la parte suroriental de la comarca del Levante Almeriense, en la provincia de Almería, comunidad autónoma de Andalucía. A orillas del mar Mediterráneo, este municipio limita con los de Garrucha, Vera, Turre y Carboneras. Cuenta con una población de 7517 habitantes (INE 2024). En su término desemboca el río Aguas.
El municipio mojaquero comprende el núcleo de población de Mojácar —capital municipal— y otras quince localidades, entre las que destacan Mojácar Playa, Ventanicas-El Cantal y Venta de los Ángeles-Rumina.
Desde 2013, Mojácar forma parte de la red Los pueblos más bonitos de España.

## Toponimia
En cuanto a la denominación de Murgis-Akra, podría ser que los griegos hubieran dado nombre a algún accidente geográfico de la costa (ακρα como promontorio, punta o cabo) pero no existen restos arqueológicos o epigrafía sobre la existencia de una colonia griega llamada Murgis-Akra.
En el siglo XII Al Idrisi sitúa Aqabat Saqar (Munt Saqar) en el actual Mojácar, que posteriormente derivaría en Muyaqar.
Señalar que en los portulanos de los siglos XIV y XV se identifica Mojácar con el nombre de Morço.
En cuanto al topónimo de Murgis, a finales del siglo XIX los hallazgos epigráficos y arqueológicos realizados primero por el ingeniero Ricardo Sáenz de Santamaría en Cíavieja (El Ejido) supusieron la confirmación de que la población íbero-romana de Murgi citada por Ptolomeo y Plinio estaba situada en el Campo de Dalías.

## Geografía

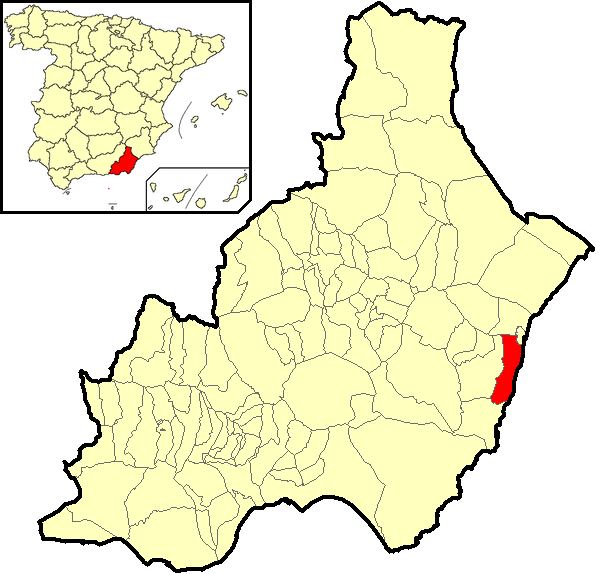
Extensión del municipio en la provincia de Almería

### Situación
La ciudad de Mojácar está situada en la parte oriental de la provincia de Almería dentro de la comarca del Levante Almeriense a una altitud de 152 m s. n. m. Su término municipal tiene una superficie de 72 km² y limita al norte con los municipios de Garrucha y Vera, al este con el mar Mediterráneo, al sur con el municipio de Carboneras y al oeste con el de Turre.
| Noroeste: Vera       | Norte: Vera     | Nordeste: Garrucha        |
| Oeste: Turre         |                 | Este: mar Mediterráneo    |
| Suroeste: Carboneras | Sur: Carboneras | Sureste: mar Mediterráneo |

### Riesgos naturales
El municipio de Mojácar cuenta con un PTEL que cumple con la Ley 5/2010 sobre autonomía local.

### Playas

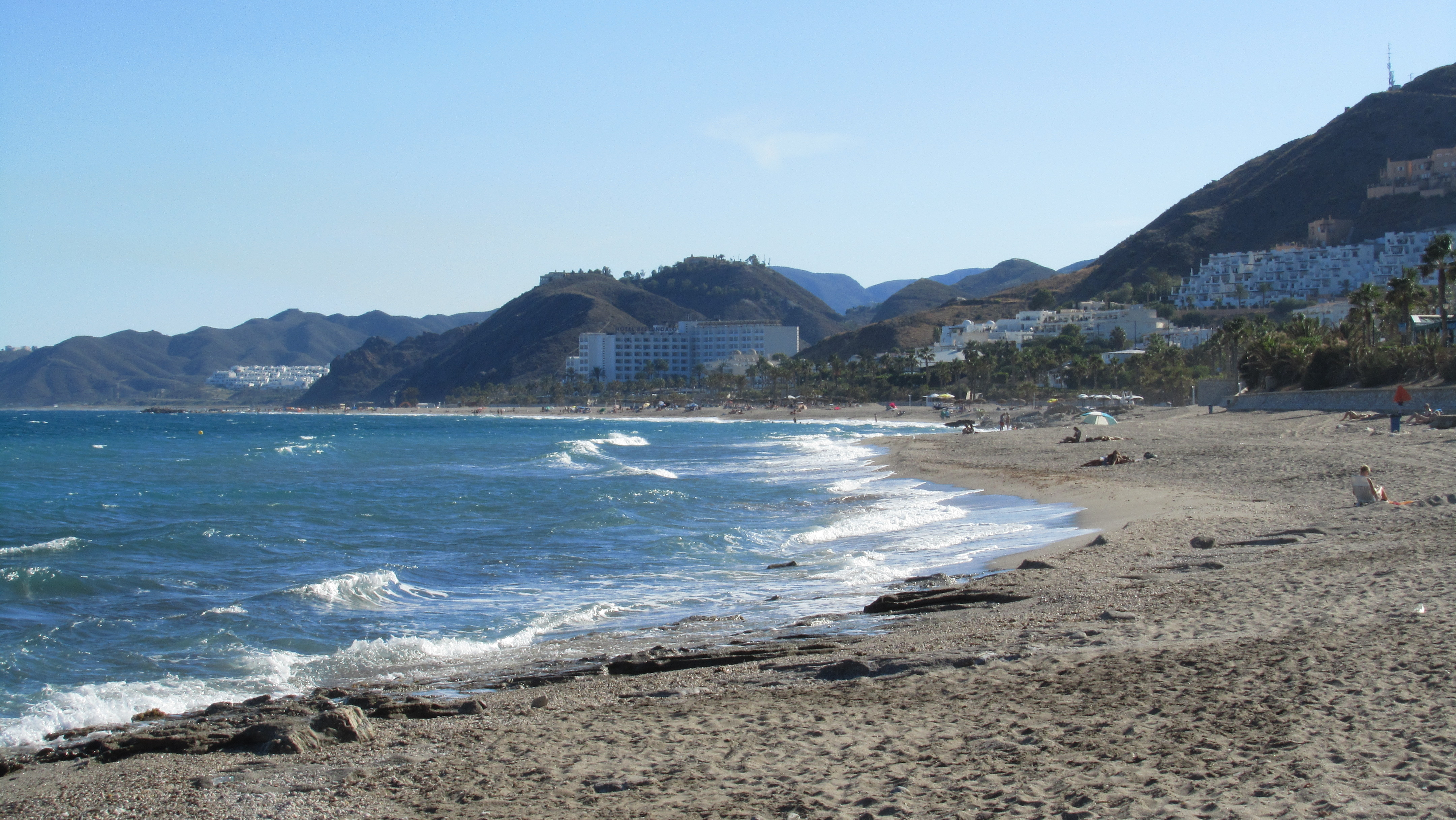
Mojácar Playa - Playa Cueva del Lobo

Cuenta con seis playas con bandera azul (2021) el Cantal, el Descargador, Lance Nuevo, Marina de la Torre, Piedra Villazar y Venta del Bancal-Ventanicas. De este modo es junto a Roquetas de Mar el municipio con mayor número de playas galardonadas con bandera azul de la provincia de Almería.

### Fondos Marinos del Levante Almeriense
La Zona Especialmente Protegida de Importancia para el Mediterráneo (ZEIPIM) de Fondos Marinos del Levante Almeriense consiste en una amplia banda litoral de 50 km de largo frente a la costa de Mojácar hasta Pulpí. Se caracteriza por la naturalidad de sus ricos y diversos fondos marinos, con importante presencia de las praderas de posidonia oceánica más extensas de Andalucía y la existencia de tortuga boba.

### Sierra de Cabrera-Bédar

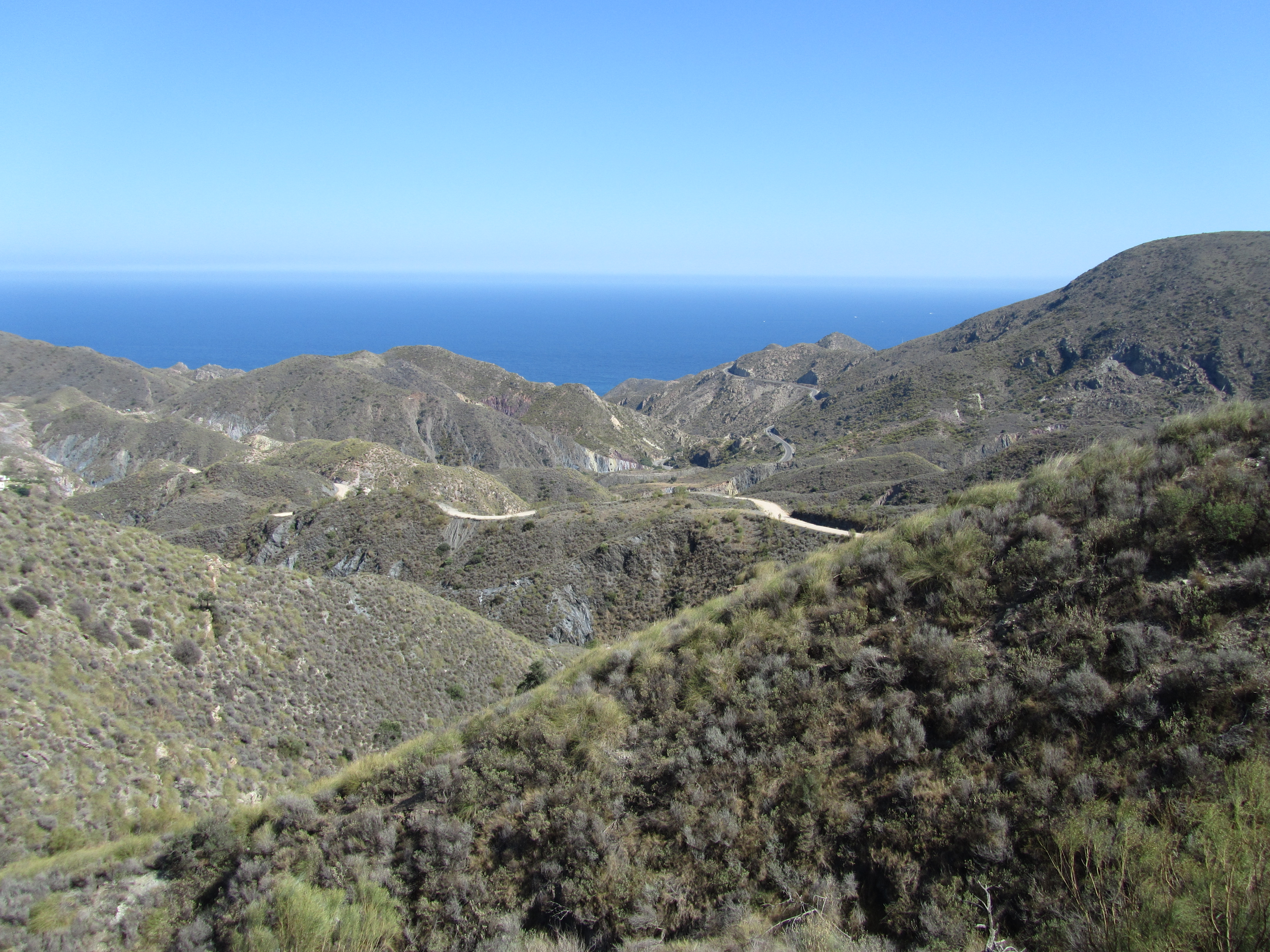
Sierra de Cabrera

La sierra de Cabrera está considerada ZEC (Zona de Especial Conservación), destaca por la influencia de la proximidad de la costa. En las zonas litorales señalar los magníficos cornicales, flora rupícola y dunar, así como la especie endémica de la Siempreviva de Mojácar (Limonium estevei).

## Historia

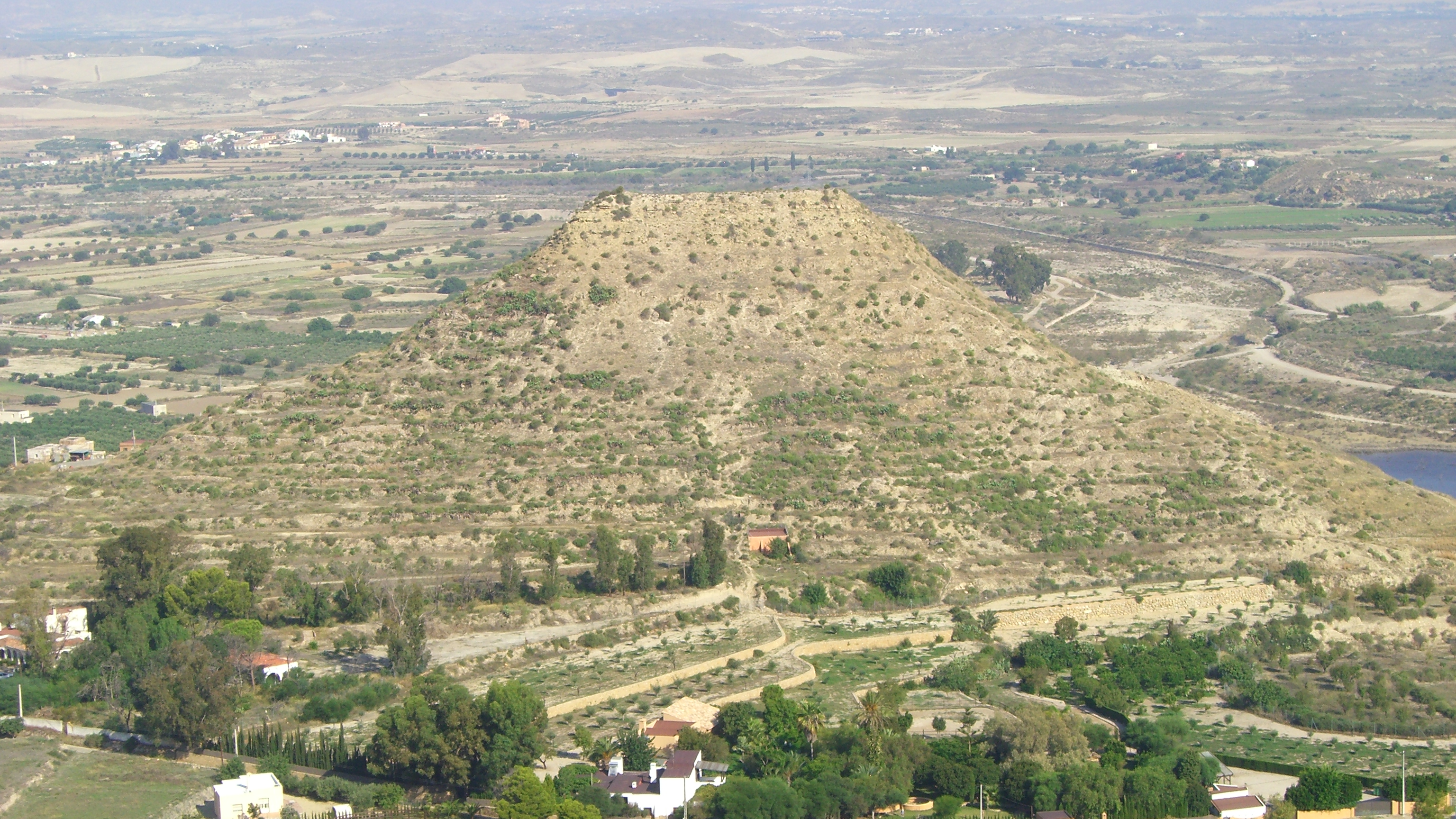
Yacimiento arqueológico del poblado de la cultura de los millares de Cerro Cuartillas

Mojácar ha sido habitada desde la antigüedad lo que se evidencia en numerosos sitios arqueológicos. Hay testimonios de poblamiento en el Cerro Cuartillas del neolítico y de la cultura de los millares, cuyos hallazgos fueron hechos por el arqueólogo Luis Siret a principios del siglo XX y se encuentran en el Museo de Almería y en el Museo Arqueológico Nacional. En el yacimiento de Loma Belmonte se han hallado testimonios de poblamiento de la cultura campaniforme y del calcolítico cuyos hallazgos se encuentran en el Museo Arqueológico Nacional.

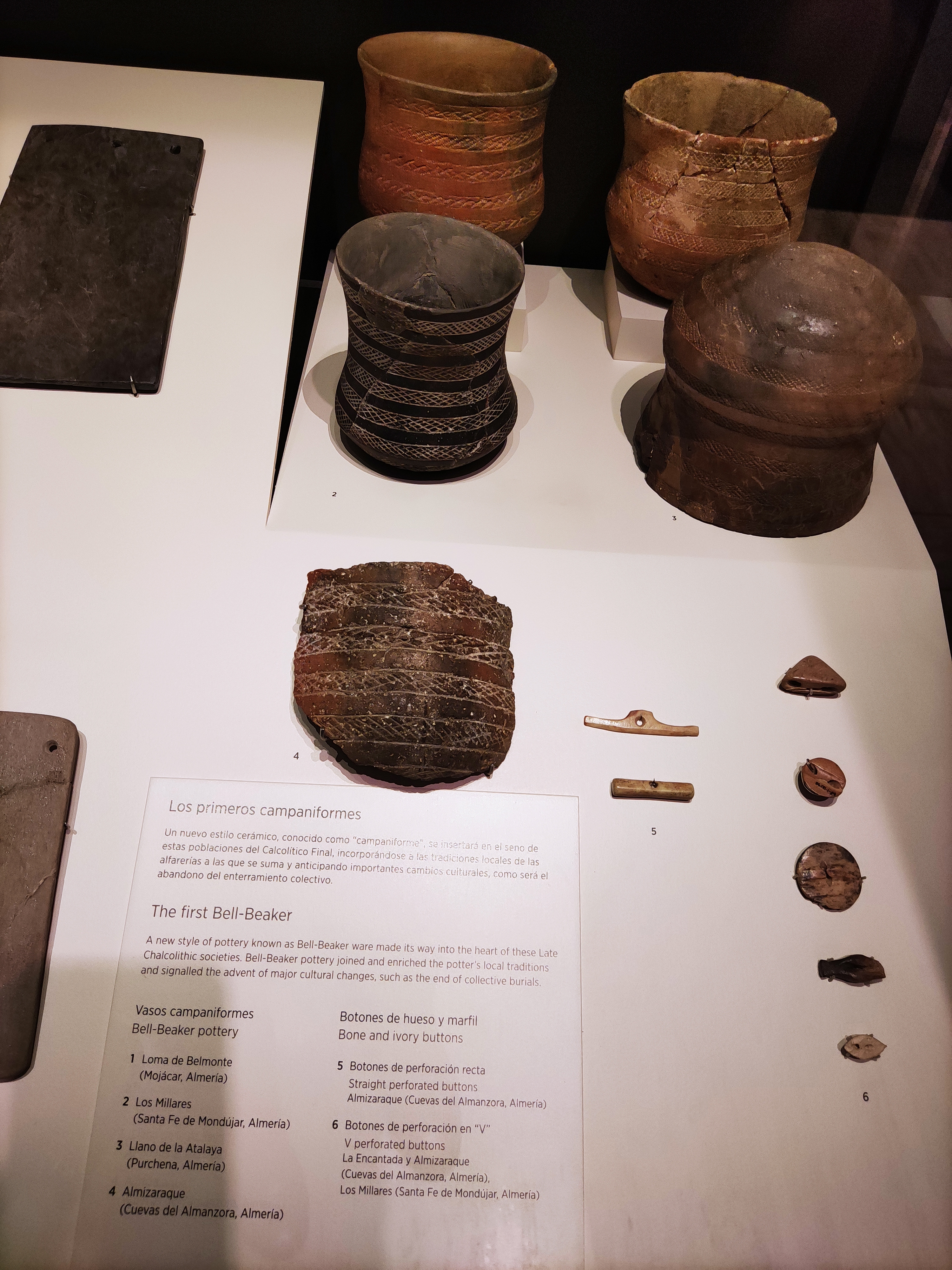
Cerámica campaniforme: (1) en último término a la izquierda, procedente de Loma de Belmonte. Museo Arqueológico Nacional.

Hay testimonios además de asentamientos de época bajo imperial (siglos III a V) cuando pertenecía a la provincia romana de la Bética. Estos se encuentran en el entorno del río Aguas situados en la Alcudia, las Pilas, en la villae de Rumina y cerro de la Nava. Estos asentamientos rurales se articularían económica y políticamente en torno a Baria, municipum romano de la Bética. En el periodo tardo romano (siglos V a VIII) algunos asentamientos se abandonan pero perdura el poblamiento en las Pilas y la Alcudia y se localizan hallazgos en los elevados cerro del Picacho y el castillo de Mojácar, que permiten el control visual de toda la depresión de Vera y la línea costera.
A partir del siglo XII Mojácar se encuentra próxima a la frontera del reino nazarí de Granada. A lo largo de la línea de frontera se construyeron o reforzaron atalayas y fortalezas y las incursiones de ambos bandos eran habituales.
Durante las campañas de la Guerra de Granada se produce la entrega de Mojácar, Cantoria y Huércal el día 13 de junio de 1488. Por su participación en la Guerra de Granada los Reyes Católicos otorgaron diversas mercedes y tierras así como cargos políticos a Diego López de Haro y Sotomayor, entre ellos el de repartidor de los terrenos de Vera (1490) y Mojácar, que eran de realengo, o el señorío jurisdiccional de Sorbas y Lubrín (1502). Los terrenos del marquesado del Carpio en Mojácar continuarían en este linaje hasta la venta en el siglo XIX por el XV duque de Alba.
En los siglos XVI y XVII el temor al corso berberisco hizo que la población se amurallara, igual que pasó en Almería o Vera. La iglesia de Santa María (1560) se edifica sobre la mezquita y tuvo además uso defensivo.
De acuerdo con el documento de la Biblioteca Nacional Vecindades de Andalucía, la ciudad de Mojácar pertenecía al partido de Baza, que era el segundo en extensión del Reino de Granada y en 1787 contaba con 2654 habitantes, pertenecía a la jurisdicción eclesiástica del Obispado de Almería y estaba adscrita a realengo.
A mediados del siglo XIX, Mojácar comenzó un nuevo período de decadencia. Los registros del estado revelan que varias sequías severas provocaron esta caída de la ciudad, con la consiguiente emigración hacia el norte de España, Europa y América del Sur. En 1848 el XV duque de Alba, Jacobo Fitz-James Stuart y Ventimiglia, vende sus fincas de Mojácar y Turre al empresario minero veratense Ramón Orozco. A finales del XIX, al calor de las explotaciones mineras de sierra Almagrera (Cuevas del Almanzora) la Compagnie d´Aguilas, Sociedad Minera Anónima, pone en explotación en 1882 las minas de El Pinar (Bédar). Esta compañía ya administraba el Desagüe Almagrera y participó en iniciativas ferroviarias y mineras en el coto minero de Mazarrón. Para el transporte marítimo del mineral se construyó el ferrocarril minero Bédar-Garrucha que comprendía, además de las vías férreas, cables aéreos y tolvas. En la playa del Descargador existió una estación de descarga y un cargadero en mampostería para el transporte desde gabarras a los barcos, de la que se conserva la tolva. Además, en la playa del Descargador existieron edificaciones para almacén y el edificio administrativo del marqués de Chávarri así como un almacén de locomotoras.

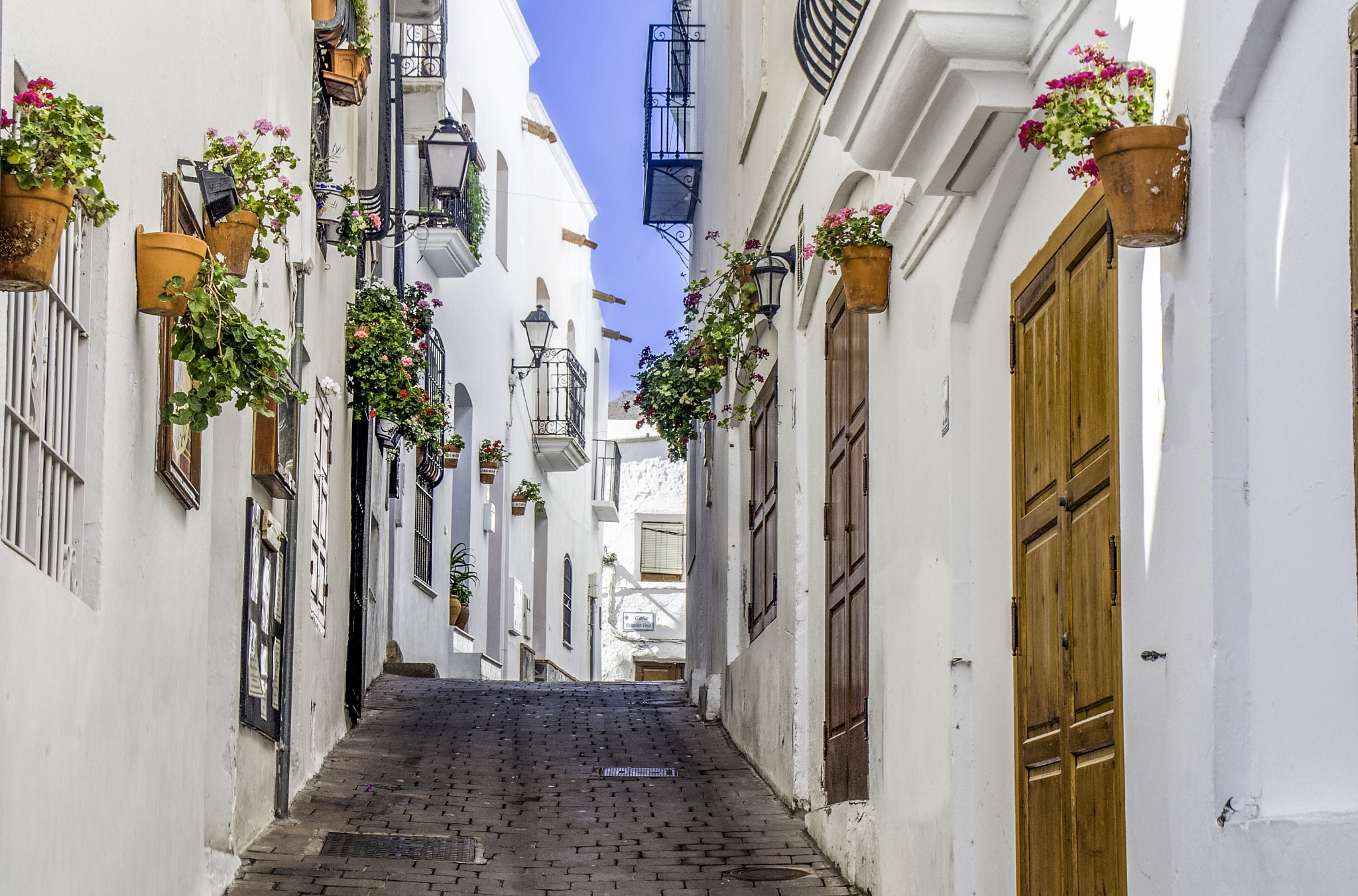
Calle de Mojácar

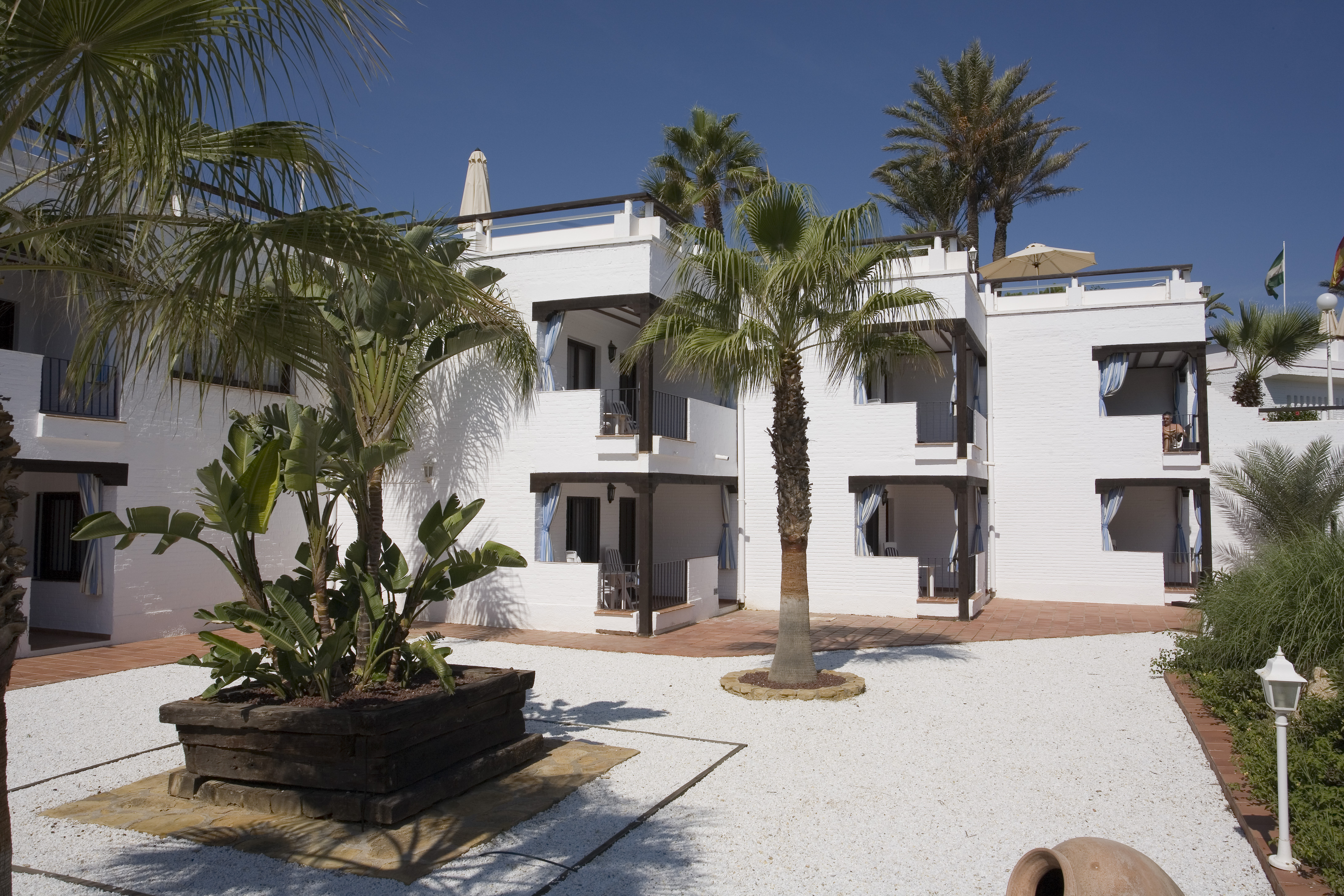
Parador de Mojácar (1966)

Desde el segundo tercio del siglo XX la falta de rentabilidad de las tierras de labor suponen la emigración a las ciudades industriales de España y Europa. A mediados de los años 50 el artista Jesús de Perceval liga el símbolo del indalo con Mojácar, quedando el indalo incorporado como símbolo de Almería por los artistas del Movimiento Indaliano, con amplia repercusión nacional. En 1963, siendo alcalde Jacinto Alarcón Fuentes, el Estado adquiere los terrenos donde en 1966 el Ministro de Información y Turismo Manuel Fraga inaugura el Parador de Mojácar en la playa de Mojácar. Desde el último tercio del siglo XX Mojácar se convierte en una población turística de la Costa de Almería. El desarrollo urbanístico impulsado por el alcalde de Mojácar facilitó en algunos casos el interés de edificar lo máximo posible en el menor terreno posible en el propio Mojácar como sucedió con la edificación del Hotel Mojácar (1969) y el Hotel El Moresco (1973) de la filial española de John Laing Group, pero ésto se contempló sólo para ocupaciones hoteleras muy localizadas, manteniendo la prohibición de construir más de dos plantas para el resto de edificaciones con la intención de preservar así el carácter pintoresco de pueblo blanco andaluz.
Entre noviembre de 1964 y febrero de 1965 se celebró en el Museum of Modern Art de Nueva York (MoMA) una de las exposiciones más influyentes de ese momento: 'Architecture without Architects' (Arquitectura sin Arquitectos). Su comisario fue el arquitecto, crítico y editor Bernard Rudofsky. Entre todas las imágenes de la exposición y del catálogo, destacaban dos fotografías realizadas por José Ortiz Echagüe.

## Demografía

### Población y tasa de crecimiento demográfico
Mojácar uenta con una población de 7517 habitantes (INE 2024).
| Gráfica de evolución demográfica de Mojácar entre 1842 y 2021                                                       |
| |
| Población de derecho según los censos de población del INE Población de hecho según los censos de población del INE |

| Nacionalidad | Hombres | Mujeres | Total | %      | Proporción |
| ------------ | ------- | ------- | ----- | ------ | ---------- |
| Española     | 1855    | 1858    | 3713  | 49.3 % |            |
| Extranjera   | 1825    | 1989    | 3814  | 50.6 % |            |

### Migración
| País                 | Hombres | Mujeres | Total | %      | Proporción |
| -------------------- | ------- | ------- | ----- | ------ | ---------- |
| Reino Unido          | 1077    | 1136    | 2213  | 58.0 % |            |
| Rumania              | 92      | 116     | 208   | 5.5 %  |            |
| Italia               | 100     | 67      | 167   | 4.4 %  |            |
| Francia              | 69      | 76      | 145   | 3.8 %  |            |
| Alemania             | 57      | 83      | 140   | 3.7 %  |            |
| Argentina            | 36      | 28      | 64    | 1.7 %  |            |
| Paraguay             | 23      | 25      | 48    | 1.3 %  |            |
| Marruecos            | 21      | 16      | 37    | 0.9 %  |            |
| Rusia                | 11      | 26      | 37    | 0.9 %  |            |
| Venezuela            | 13      | 22      | 35    | 0.9 %  |            |
| China                | 15      | 19      | 34    | 0.8 %  |            |
| Colombia             | 11      | 22      | 33    | 0.8 %  |            |
| Ecuador              | 17      | 10      | 27    | 0.7 %  |            |
| Ucrania              | 7       | 15      | 22    | 0.5 %  |            |
| Brasil               | 8       | 13      | 21    | 0.5 %  |            |
| Pakistán             | 13      | 8       | 21    | 0.5 %  |            |
| Senegal              | 9       | 12      | 21    | 0.5 %  |            |
| Bulgaria             | 7       | 12      | 19    | 0.4 %  |            |
| Polonia              | 4       | 12      | 16    | 0.4 %  |            |
| Portugal             | 7       | 5       | 12    | 0.3 %  |            |
| Chile                | 1       | 6       | 7     | 0.1 %  |            |
| República Dominicana | 3       | 4       | 7     | 0.1 %  |            |
| Cuba                 | 3       | 3       | 6     | 0.1 %  |            |
| Perú                 | 0       | 5       | 5     | 0.1 %  |            |
| Argelia              | 1       | 1       | 2     | 0.05 % |            |
| Nigeria              | 1       | 1       | 2     | 0.05 % |            |
| Uruguay              | 1       | 1       | 2     | 0.05 % |            |
| Bolivia              | 1       | 0       | 1     | 0.02 % |            |

### Distribución de la población
El municipio se divide en las siguientes entidades de población, según el nomenclátor de población publicado por el INE (Instituto Nacional de Estadística). Los datos de población se refieren a 2014.
| Entidad de población      | Población (2014) |
| ------------------------- | ---------------- |
| Agua del Medio-El Sopalmo | 112              |
| La Alcantarilla           | 118              |
| Las Alparatas             | 43               |
| Las Cuartillas            | 20               |
| Mojácar                   | 1586             |
| Mojácar Playa             | 4959             |

## Economía
Mojácar es una población turística de la Costa de Almería. Señalar más de 4000 plazas hoteleras. Cuenta con varios hoteles de 4 estrellas de las cadenas Servigroup (Marina Playa y Marina Mar), Paradores de Turismo (Parador de Mojácar) y Alegría (Palacio Mojácar).

### Evolución de la deuda viva municipal
El concepto de deuda viva contempla sólo las deudas con cajas y bancos relativas a créditos financieros, valores de renta fija y préstamos o créditos transferidos a terceros, excluyéndose, por tanto, la deuda comercial.
| Gráfica de evolución de la deuda viva del Ayuntamiento de Mojácar entre 2008 y 2022                      |
| |
| Deuda viva del Ayuntamiento, en miles de euros, según datos del Ministerio de Hacienda y Función Pública |

## Administración y política

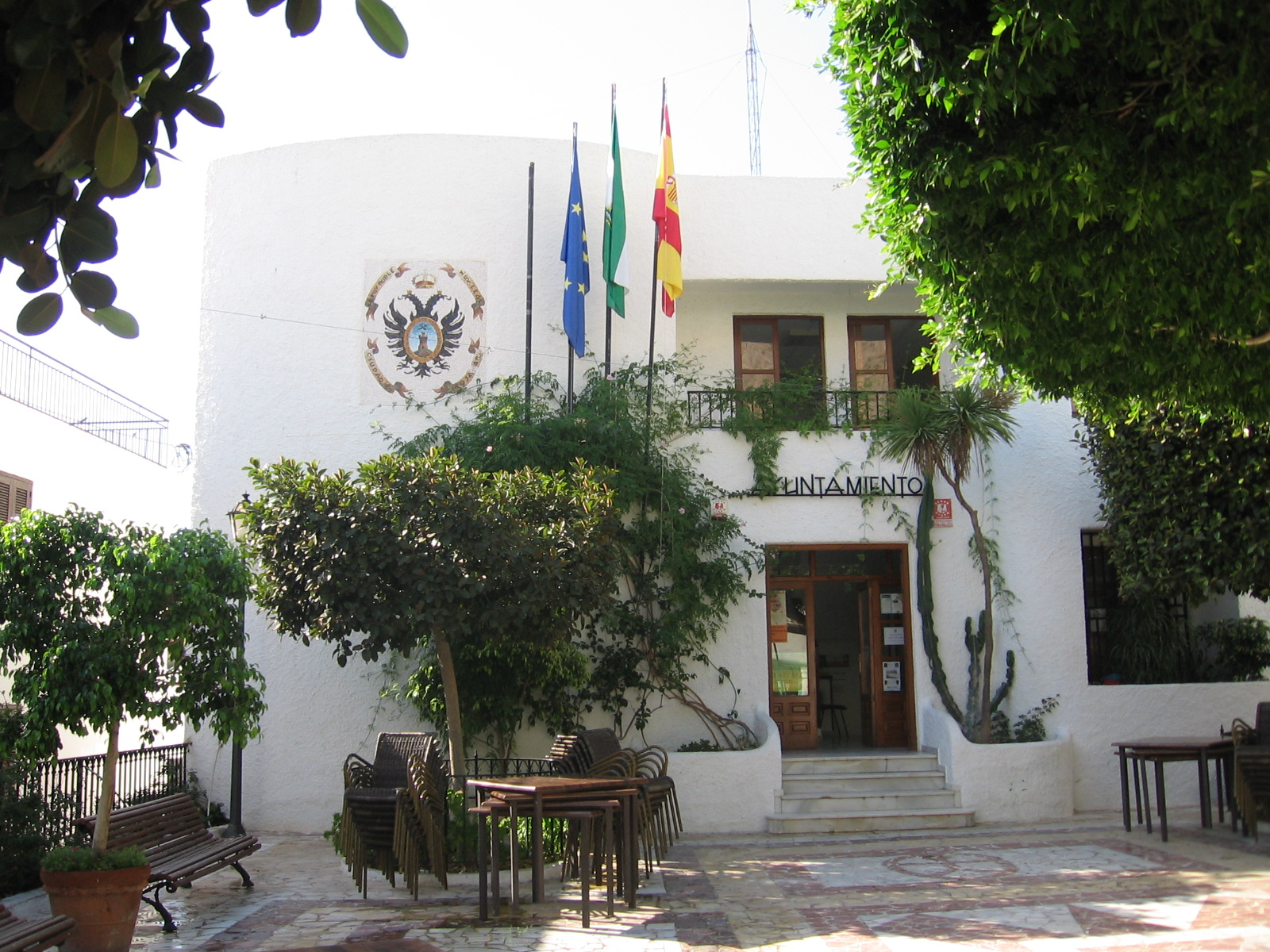
Casa consistorial de Mojácar

### Gobierno municipal
| Periodo   | Nombre                           | Partido | Partido                                  |
| --------- | -------------------------------- | ------- | ---------------------------------------- |
| 1979-1983 | Francisco González Flores        |         | Unión de Centro Democrático (UCD)        |
| 1983-1987 | Francisco González Flores        |         | Centro Democrático y Social (CDS)        |
| 1987-1994 | Bartolomé Flores Flores          |         | Partido Socialista Obrero Español (PSOE) |
| 1994-1999 | Juan García Flores               |         | Partido Popular (PP)                     |
| 1999-2003 | Salvador Esparza Pedro           |         | Mojácar 2000                             |
| 2003-2005 | Carlos Salvador Cervantes Zamora |         | Asamblea de Izquierdas (A-IZ)            |
| 2005-2007 | Gabriel Flores Morales           |         | Partido Socialista Obrero Español (PSOE) |
| 2007-2023 | Rosa María Cano Montoya          |         | Partido Popular (PP)                     |
| 2023-act. | Francisco García Cerdá           |         | Partido Popular (PP)                     |

### Organización territorial
Además de la cabecera municipal, Mojácar cuenta también con varias entidades de población según el nomenclátor publicado por el Instituto Nacional de Estadística: El Agua del Medio-Sopalmo, Agua Enmedio, Aljuezar, La Fuente del Moro, Jacís, El Moro, El Sopalmo, La Alcantarilla, Micar, Las Alparatas, Las Cuartillas, Los Gurullos, Mojácar Playa, Cueva Negra, Lotazar, Macenas, La Parata, Ventanicas-El Cantal, Vista de los Ángeles-Rumina y Marina de la Torre.

## Servicios

### Educación
Está dotada con el CEIP Bartolomé Flores y el Instituto de Enseñanza Secundaria (IES) Rey Alabez. Además tiene un centro de educación de adultos, el Murgis Akra.

### Sanidad
Está dotada con dos consultorios médicos, uno en Mojácar y otro en Mojácar Playa. Tiene como hospital de referencia el Hospital La Inmaculada.

## Cultura
Desde 1998 se celebra el Premio de Poesía Paul Beckett organizado por la Fundación Valparaíso. Desde 2011 se celebra el Encuentro Mundial de Tunas.

### Patrimonio

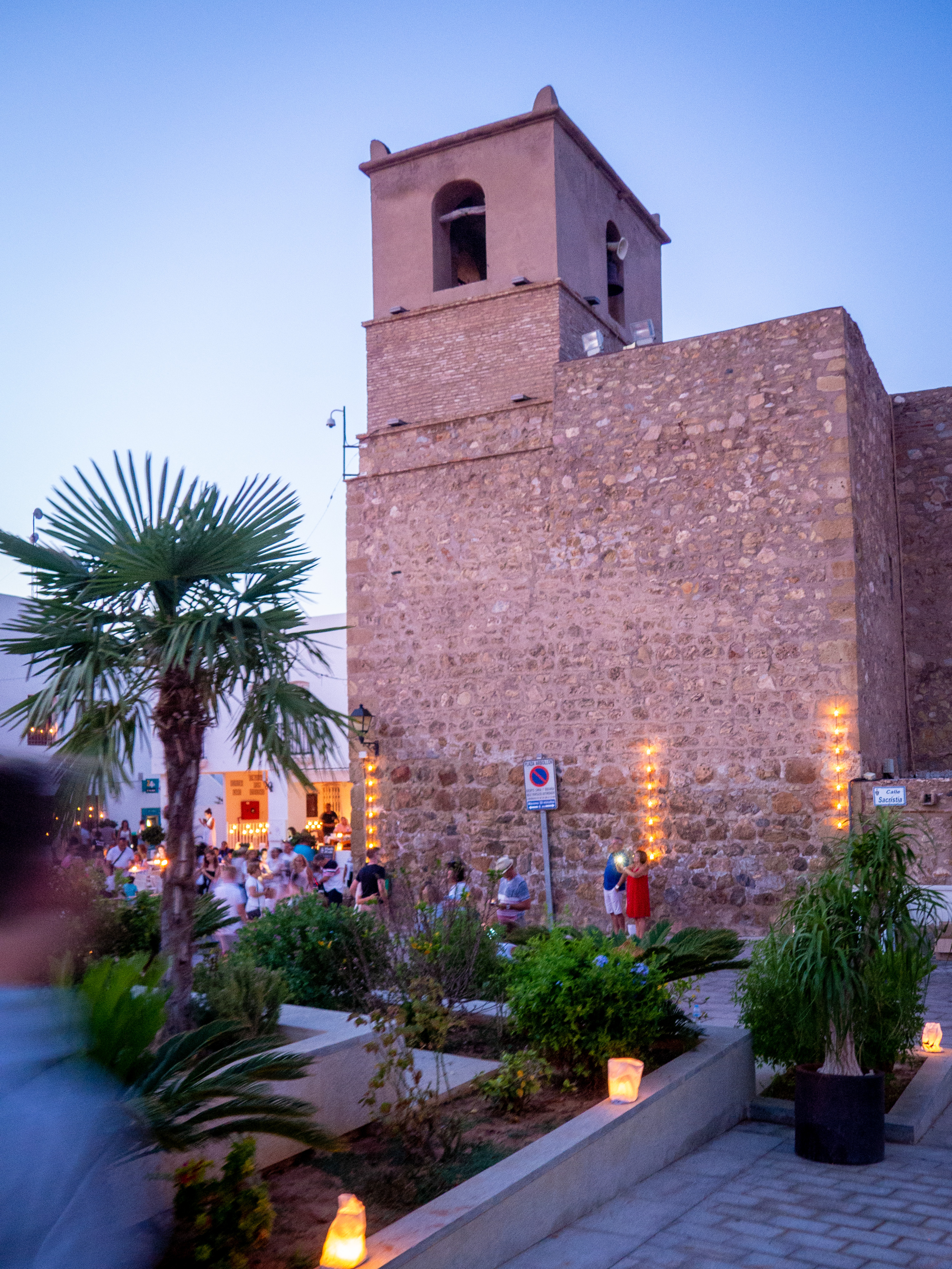
Iglesia de Santa María

Son bienes de interés cultura (BIC) los siguientes:
- Yacimientos arqueológicos de Las Pilas - Mojácar la Vieja, Loma de Belmonte y Cerro Cuartillas.
- Las construcciones defensivas y de vigilancia de Castillo de Macenas y la Torre Atalaya del Peñón
- Iglesia de Santa María del siglo XVI.

Además cabe señalar los numerosos sitios arqueológicos de la edad de bronce y del cobre.
Como testimonio de la actividad minera y metalúrgica del siglo XIX que constituye el ferrocarril minero Bédar - Garrucha, del que se conserva la tolva de descarga y algunos restos de los edificios auxiliares de depósito de locomotoras, almacenes y del edificio administrativo del márqués de Chávarri (1907), situado en la playa del Descargador.

### Fiestas
Las fiestas más importantes de Mojácar son:
- Semana Santa: Jueves Santo procesión de Jesús Nazareno por las calles del casco viejo de la ciudad. El momento más destacable es el paso bajo la antigua puerta de la ciudad en la plaza del Caño; Viernes Santo: procesión del Encuentro por la mañana en la citada plaza del Caño y procesión del Cristo Yacente por la noche.
- Romería de San Isidro el 15 de mayo a la pedanía de El Sopalmo. Comida campera y misa rociera por la tarde antes del regreso. Se celebra el domingo más próximo al 15 de mayo.
- Fiesta de Moros y Cristianos: fin de semana en el cual se rememora la capitulación pacífica del Mojácar musulmán ante las tropas de los Reyes Católicos. Fiesta nocturna en el casco viejo repartido por todas las plazas del mismo. En el pregón del viernes por la noche se recuerdan los pactos que permitieron que en Mojácar siguiesen viviendo sus colonizadores árabes, de religión musulmana. El sábado gran desembarco, y en la tarde del domingo gran desfile de gala. Actividades durante todo el fin de semana en Mojácar y Mojácar Playa. Se celebra el fin de semana más próximo al 12 de junio (fecha de las capitulaciones de la ciudad).[44]
- Noche de las Velas el 8 de agosto.
- Fiestas patronales en honor de San Agustín: fiestas que se celebran a finales del mes de agosto, en las fechas más próximas al 28 del citado mes. Imprescindible no perderse la tradicional corrida de cintas a caballo en las que las mujeres en "edad de merecer" —solteras—, colocan sus cintas y los mozos del pueblo las recogen pasando por debajo de ellos con los caballos incluso al galope.
- Día de Nuestra Señora del Rosario: Patrona de la localidad.
- Navidad: lo más destacado de las citadas fiestas, por su carácter integrador y que se viene celebrando desde hace varios años, es el tradicional oficio de "las nueve lecturas y villancicos" (nine lessons and carols), la cual se celebra junto a la comunidad anglicana residente en el municipio.

### Deporte
En Mojácar Playa se encuentra el campo de golf Club Marina Golf diseñado por Ramón Espinosa. Además, en Mojácar se encuentra el pabellón Rey Alabez y la piscina cubierta, el campo de fútbol Ciudad de Mojácar,

## Localidades hermanadas
- Encamp, Andorra
- Peñíscola, España